# Knut Holmqvist
Knut Anders Holmqvist, född 15 juli 1918 i Trollenäs, död 28 augusti 2000 i Västra Nöbbelöv, var en svensk lerduveskytt, som blev olympisk silvermedaljör i Helsingfors 1952. Han deltog även i olympiska sommarspelen 1956 i Melbourne, där han blev sjua.